# Alessandro Kouzkin
Alessandro Vita Kouzkin, född 3 september 1992 i Rom, Italien, är en rysk-italiensk racerförare. Han är son till Ernesto Vita, som ägde Formel 1-teamet Life Racing Engines.

## Racingkarriär
Kouzkin började med karting vid nio års ålder, vilket han höll på med fram till och med 2008, då han började tävla inom formelbilracing. Under sin första säsong tävlade han i dels Formula Renault 2.0 Italia, som han slutade på fjortonde plats i, och LO Formula Renault 2.0 Suisse. I det schweiziska mästerskapet tog han två segrar och slutade på sjätte plats totalt för Cram Competition. Med det teamet flyttade han upp till International Formula Master 2009. Han inledde säsongen mycket starkt, med en seger på Paus gator. Senare under säsongen ledde han det andra racet på Brands Hatch, från start till mål. Efter det körde han endast en tävlingshelg till, innan han avbröt sitt tävlande, med tre tävlingshelger kvar på säsongen.
Under 2010 tävlade Kouzkin inte, men återvände till racingen 2011. Han hade då bytt till standardvagnsracing och Superstars Series, med en Chevrolet Lumina CR8.
| År                                               | Klass/Mästerskap                       | Team               | Bil                            | Totalt/poäng | Bästa placering       |
| ------------------------------------------------ | -------------------------------------- | ------------------ | ------------------------------ | ------------ | --------------------- |
| 2008                                             | LO Formula Renault 2.0 Suisse          | Cram Competition   | Tatuus FR2000 (Renault)        | 6:a/136p     | Två segrar            |
| 2008                                             | Formula Renault 2.0 Italia             | Cram Competition   | Tatuus FR2000 (Renault)        | 14:e/76p     | 3:a i Misano (Race 1) |
| 2009                                             | International Formula Master           | Cram Competition   | Formula N.T S2000 (Honda K20A) | 8:a/18p      | Två segrar            |
| 2009                                             | International Formula Master - Rookies | Cram Competition   | Formula N.T S2000 (Honda K20A) | 4:a/39p      | Två segrar            |
| 2011                                             | Superstars Series                      | Motorzone Race Car | Chevrolet Lumina CR8           | 37:e/0p      | 15:e Monza            |
| Senast uppdaterad: 2019-01-20 (2203 dagar sedan) |                                        |                    |                                |              |                       |